# 卡洛斯·罗哈斯·比拉
卡洛斯·罗哈斯·比拉（西班牙語：Carlos Rojas Vila，1928年8月12日—2020年2月8日），西班牙作家，小说家，战后文学代表人物之一。美国亚特兰大埃默里大學文学院名誉教授。

## 生平
1928年生于巴塞罗那。他的母亲是巴塞罗那人。父亲卡洛斯·罗哈斯·皮尼利亚是哥伦比亚医生，即古斯塔沃·罗哈斯·皮尼利亚的弟弟，曾任哥伦比亚总统（1953年－1957年）。他在小时候亲身经历了共和国的建立和内战的颠沛流离。1951年毕业于巴塞罗那大学，获哲学与文学学位。1955年毕业于马德里大学，获博士学位。1957年开始发表作品，同年在美国佛罗里达州温特帕克的罗林斯学院任西班牙语助教。后来转入亚特兰大埃默里大學文学院，成为西班牙文学教授。1996年退休后成为名誉教授。2020年2月8日在美国南卡罗来纳州格林维尔逝世，终年91岁。

## 作品
1957年出版首部小说《泥与希望》。1959年出版的历史小说《刺杀凯撒》获巴塞罗那城市奖。1968年关于卡洛斯二世的历史小说《信仰审判》获西班牙国家叙事文学奖。1973年出版的关于曼努埃尔·阿萨尼亚的传记小说《阿萨尼亚》获行星小说奖。1977年《何塞·安东尼奥未出版的回忆录》获塞维利亚奖。1980年出版的小说《才华横溢的绅士和诗人费德里戈·加西亚·洛尔卡登入地狱》获1979年纳达尔奖。